# Deva Premal
Pour les articles homonymes, voir Deva.
Deva Premal (née le 2 avril 1970 à Nuremberg, Allemagne) est une musicienne et chanteuse allemande connue pour sa musique méditative et dévotionnelle, qui réunit des mantras hindous ou tibétains avec des arrangements contemporains atmosphériques et ambient. 

## Biographie
Deva Premal fait des tournées dans le monde depuis 1991 avec son compagnon le guitariste Miten. Ses albums The Essence, Love Is Space et Embrace sont entrés aux États-Unis dans les charts new age. Son album Dakshina a atteint la première place des charts new age sur Amazon le premier jour de sa sortie. Ils collaborent avec le flutiste népalais Manose, notamment lors de leurs concerts.
En 2003, Deva Premal et Miten ont confié la distribution de leurs albums CD en France et dans les pays francophones aux éditions Le Souffle d'or, spécialiste des musiques de relaxation, musiques méditatives, sacrées et musiques du monde. Ils font notamment une reprise de Ide Were Were , une chanson dévotionnelle Yoruba (peuple).

## Albums

### Solo et/ou avec Mitten et/ou Manose
- Healing Mantras (2013)
- Mantras for precarious times (2009)
- Deva Premal & Miten in concert (CD+DVD, 2008)
- Deva Premal sings the Moola Mantra (2007)
- Dakshina (2006)
- The Essence (disponible avec un livret traduit en français)
- More than Music
- Songs for the Inner Lover
- Satsang
- Embrace
- Love is Space
- Blown Away
- Trusting the Silence
- Strength of a Rose
- Global Heart Native Soul

### Collaborations
- La Lune rousse, EP Sauvage de Fakear (2014)